# 1928 في البرتغال
فيما يلي قوائم الأحداث التي وقعت خلال عام 1928 في البرتغال.

## رياضة
- 30 يونيو – كأس البرتغال 1927–28 الفائز أتليتيكو كلوب دي برتغال.

## مواليد

### فبراير
- 3 فبراير – أنطونيو سيلفا كاردوسو

### مارس
- 29 مارس – ديامانتينو سيلفا لاعب كرة قدم برتغالي.

### مايو
- 19 مايو – آنا دانيال كاتبة برتغالية.
- 21 مايو – أنطونيو ريبيرو[1]

### يوليو
- 23 يوليو – إدواردو ألبوكيرك[2]
- 30 يوليو – يونيس مونيوث ممثلة برتغالية.

### أغسطس
- 1 أغسطس – أنطونيو ماريا لشبونة
- 18 أغسطس – خوسيه دا كوستا لاعب كرة قدم برتغالي.

## وفيات

### مايو
- 7 مايو – خوليو أوقستو هنريكس (مواليد 1838) عالم نبات برتغالي.